# Slonovití
Slonovití (Elephantidae) jsou největšími suchozemskými savci. Známi jsou pouze tři žijící zástupci: slon africký (Loxodonta africana), slon indický (Elephas maximus) a slon pralesní (Loxodonta cyclotis). Všechny tyto druhy mají špatný zrak, ale dobrý sluch a čich. Žijí ve stádech vedených starou samicí. Mladí samci odcházejí ze stáda, když dosáhnou pohlavní dospělosti (asi ve 12 letech).

## Rozměry
V současnosti jsou sloni největšími suchozemskými živočichy, jejichž rekordně velcí jedinci (slon africký) mohou dosáhnout hmotnosti až přes 10 tun. Největší dosud zvážený jedinec, zastřelený v Angole roku 1974, vážil 10,4 tuny.

## Typické znaky
Typickým znakem slonovitých je chobot, což je vlastně srostlý nos s horním pyskem. Chobot je zakončen citlivým prstem, který umožňuje uchopení drobných předmětů. Sloni chobotem dýchají a pijí (tak, že do chobotu vtáhnou vodu a vstříknou si ji do hrdla). Dalším jejich společným znakem jsou kly, což jsou vlastně prodloužené horní řezáky složené ze slonoviny. Kly rostou slonům po celý život.
Navzdory některým neoficiálním tvrzením se sloni patrně nedokážou pohybovat rychlostí kolem 40 km/h. Přímá pozorování a počítačové modely ukázaly, že maximální rychlost těchto obřích chobotnatců činí asi 5,3 až 7 m/s (19 až 25 km/h).

## Potrava
Dospělí sloni denně sežerou až 150 kg trávy, listí, větviček a ovoce. Pro rozkousání této potravy mají chobotnatci v zadní části tlamy stoličky, kterými potravu rozmělňují.

## Rozdíly mezi jednotlivými druhy
|        | Slon africký  | Slon indický           |
| ------ | ------------- | ---------------------- |
| Kly    | větší         | menší                  |
| Uši    | velké, kulaté | malé, trojúhelníkovité |
| Hřbet  | vyklenutý     | oblý                   |
| Čelo   | rovné         | dva hrboly             |
| Chobot | 2 prsty       | 1 prst                 |

## Systém slonovitých
V minulosti se na Zemi vyskytovalo mnoho druhů z čeledi slonovitých, z nichž drtivá většina vyhynula. Zde je jejich kompletní taxonomický systém.
- Podčeleď Elephantinae
  - Tribus Elephantini (slon)
    - Subtribus Primelephantina †
      - Rod Primelephas †

    - Subtribus Loxodontina
      - Rod Loxodonta
        - Podrod Loxodonta
          - Druh Loxodonta atlantica †
          - Druh Loxodonta exoptata †
          - Druh Loxodonta africana (slon africký)
            - Poddruh Loxodonta africana africana (slon africký) – zahrnuje všechny recentní populace dříve klasifikované v několika poddruzích
            - Poddruh Loxodonta africana pharaonensis (slon severoafrický, slon kartágský nebo slon atlaský) † – případně samostatný druh

          - Druh Loxodonta cyclotis (slon pralesní) – včetně populací označovaných jako Loxodonta pumilio (slon trpasličí)

    - Subtribus Elephantina
      - Rod Elephas
        - Druh Elephas nepalensis (slon nepálský) - případně poddruh slona indického
        - Druh Elephas maximus (slon indický)
          - Poddruh Elephas maximus indicus (slon indický) – pravděpodobně včetně †Elephas maximus asurus (slon mezopotámský), †Elephas maximus rubridens (slon čínský) a †Elephas maximus sondaicus (slon jávský)[4]
          - Poddruh Elephas maximus maximus (slon cejlonský)
          - Poddruh Elephas maximus sumatrensis (slon sumaterský)
          - Poddruh Elephas maximus borneensis (slon bornejský)

        - Druh Elephas beyeri †
        - Druh Elephas celebensis †
        - Druh Elephas iolensis †
        - Druh Elephas planifrons †
        - Druh Elephas platycephalus †
        - Druh Elephas recki †
          - Poddruh Elephas recki atavus †
          - Poddruh Elephas recki brumpti †
          - Poddruh Elephas recki ileretensis †
          - Poddruh Elephas recki illertensis †
          - Poddruh Elephas recki recki †
          - Poddruh Elephas recki shungurensis †

        - Druh Palaeoloxodon †
          - Poddruh Elephas Palaeoloxodon antiquus (slon s rovnými kly) †
          - Poddruh Elephas Palaeoloxodon creticus †
          - Poddruh Elephas Palaeoloxodon creutzburgi †
          - Poddruh Elephas Palaeoloxodon chaniensis †
          - Poddruh Elephas Palaeoloxodon cypriotes †
          - Poddruh Elephas Palaeoloxodon ekorensis †
          - Poddruh Elephas Palaeoloxodon falconeri †
          - Poddruh Elephas Palaeoloxodon mnaidriensis †
          - Poddruh Elephas Palaeoloxodon melitensis †
          - Poddruh Elephas Palaeoloxodon namadicus †
          - Poddruh Elephas Palaeoloxodon naumanni †

      - Rod Mammuthus (mamut) †
        - Druh Mammuthus africanavus (mamut africký) †
        - Druh Mammuthus armeniacus (mamut arménský) †
        - Druh Mammuthus columbi (mamut kolumbuský) †
        - Druh Mammuthus exilis (mamut trpasličí) †
        - Druh Mammuthus dwarfus (mamut z Wrangelova ostrova) †
        - Druh Mammuthus imperator (mamut americký) †
        - Druh Mammuthus jeffersonii (mamut Jeffersonův) †
        - Druh Mammuthus lamarmorae (mamut sardinský) †
        - Druh Mammuthus meridionalis (mamut jižní) †
        - Druh Mammuthus planifrons †
        - Druh Mammuthus primigenius (mamut severní) †
        - Druh Mammuthus subplanifrons † – synonymum †Loxodonta adaurora
        - Druh Mammuthus trogontherii (mamut stepní) †

  - Tribus Belodontini †
    - Subtribus Belodontina †
      - Rod Stegotetrabelodon †
      - Rod Stegodibelodon †
- Podčeleď Stegodontinae †
  - Rod Stegodon †
    - Druh Stegodon aurorae †
    - Druh Stegodon elephantoides †
    - Druh Stegodon florensis †
    - Druh Stegodon ganesha †
    - Druh Stegodon insignis †
    - Druh Stegodon orientalis †
    - Druh Stegodon shinshuensis †
    - Druh Stegodon sompoensis †
    - Druh Stegodon sondaarii †
    - Druh Stegodon trigonocephalus †
    - Druh Stegodon zdanski †
- Podčeleď Lophodontinae nebo Rhynchotheriinae 1 †
  - Rod Anancus †
    - Druh Anancus alexeevae †
    - Druh Anancus arvernensis †
    - Druh Anancus kenyensis †

  - Rod Morrillia †
  - Tribus Lophodontini (lophodont) †
    - Subtribus Lophodontina †
      - Rod Tetralophodon †
      - Rod Paratetralophodon †

  - Tribus Cuvieroniini †
    - Rod Stegomastodon †
      - Druh Stegomastodon arizonae †
      - Druh Stegomastodon mirificus †
      - Druh Stegomastodon primitivus †

    - Rod Cuvieronius[5] †
      - Druh Cuvieronius hyodon †
      - Druh Cuvieronius priestleyi †
      - Druh Cuvieronius tropicus †

1. Podčeleď Lophodontinae nebo Rhynchotheriinae, je některými vědci umístěna do čeledi Gomphothere, zatímco jiní tuto podčeleď považují za pravé slonovité.